# Jerry Garcia Acoustic Band
Jerry Garcia Acoustic Band (JGAB) war ein kurzlebiges Nebenprojekt des Grateful-Dead-Leaders Jerry García.
Die JGAB war eng verwandt mit der Jerry Garcia Band. Bei beiden Bands bevorzugte Garcia Rockmusik mit Beeinflussungen aus Country, Blues, Folk und Jazz (vgl. Roots Rock). Während jedoch die JGB mit elektrischen Instrumenten spielte, gab die JGAB akustische Versionen wieder.
Garcia, Nelson und Rothman kannten sich schon seit Anfang der 60er, wo sie zusammen in der Bluegrass-Band The Black Mountain Boys spielten. John Kahn war ebenfalls ein Bekannter von Garcia. Ihren ersten Auftritt unter diesem Namen hatte die Band am 17. Mai 1987 bei einem Benefizkonzert im Musiktheater The Fillmore. Anschließend absolvierte die Band weitere Auftritte, teilweise auch zusammen mit der Jerry Garcia Band, so dass dabei stets zwischen akustischen und elektrischen Sets abgewechselt wurde.
Die Band war unter anderem zwei Wochen im Broadwaytheater Lunt-Fontanne gebucht, weitere Auftritte waren im Musiktheater The Warfield in San Francisco, im Wiltern Theatre in Los Angeles und im Frost Amphitheater an der Stanford University.
In der Zeit ihres Bestehens gab die Band 1988 das Livealbum „Almost Acoustic“ heraus. 2004 kamen zwei weitere Alben mit Archivmaterial heraus.

## Diskografie
- Almost Acoustic, 1988
- Pure Jerry: Lunt-Fontanne, NYC, 10/31/87,  2004
- Pure Jerry: Lunt-Fontanne, The Best Of The Rest, 2004